# Клермонт (Њу Хемпшир)
Клермонт (енгл. Claremont) град је у америчкој савезној држави Њу Хемпшир.

## Демографија
По попису из 2010. године број становника је 13.355, што је 204 (1,6%) становника више него 2000. године.
| Група             | 2000.          | 2010.          |
| Белци             | 12.798 (97,3%) | 12.713 (95,2%) |
| Афроамериканци    | 41 (0,3%)      | 85 (0,6%)      |
| Азијати           | 81 (0,6%)      | 126 (0,9%)     |
| Хиспаноамериканци | 66 (0,5%)      | 171 (1,3%)     |
| Укупно            | 13.151         | 13.355         |